# Шампейн-Пул
Шампейн-Пул (англ. Champagne Pool — дословно «бассейн с шампанским») — горячий источник, находящийся в геотермальном регионе Северного острова Новой Зеландии Уаи-О-Тапу. Источник расположен в 30 км к юго-востоку от Роторуа и около 50 км на северо-запад от Таупо. Название Бассейн с шампанским (Champagne Pool) получено благодаря обильным выбросам углекислого газа (CO2), что делает воду в источнике похожей на шампанское. Горячий источник образовался после геотермального извержения около 900 лет назад, что в рамках геологии считается небольшим сроком. Максимальная длина бассейна составляет 65 м, глубина — около 62 м.

## Геотермальные и химические свойства

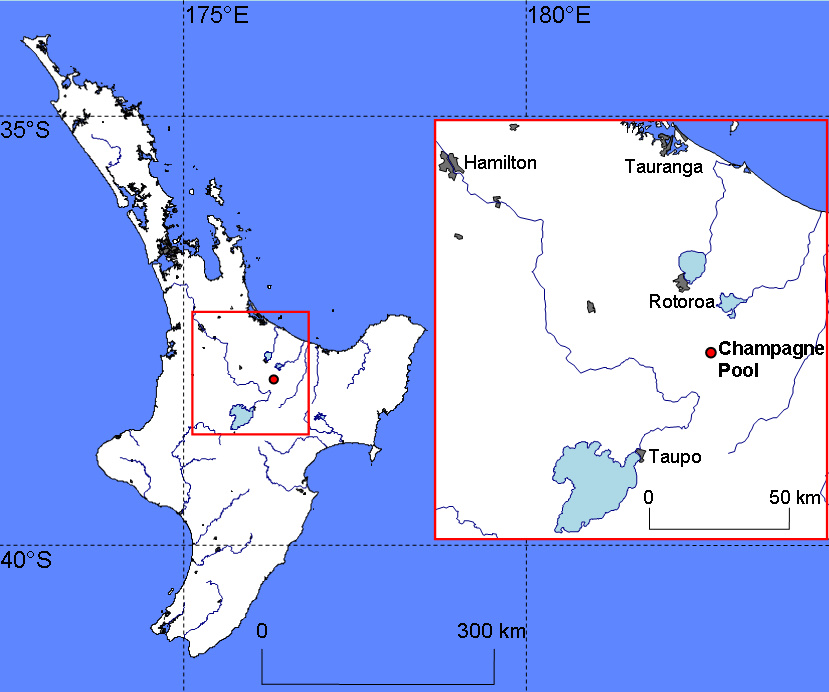
Расположение источника

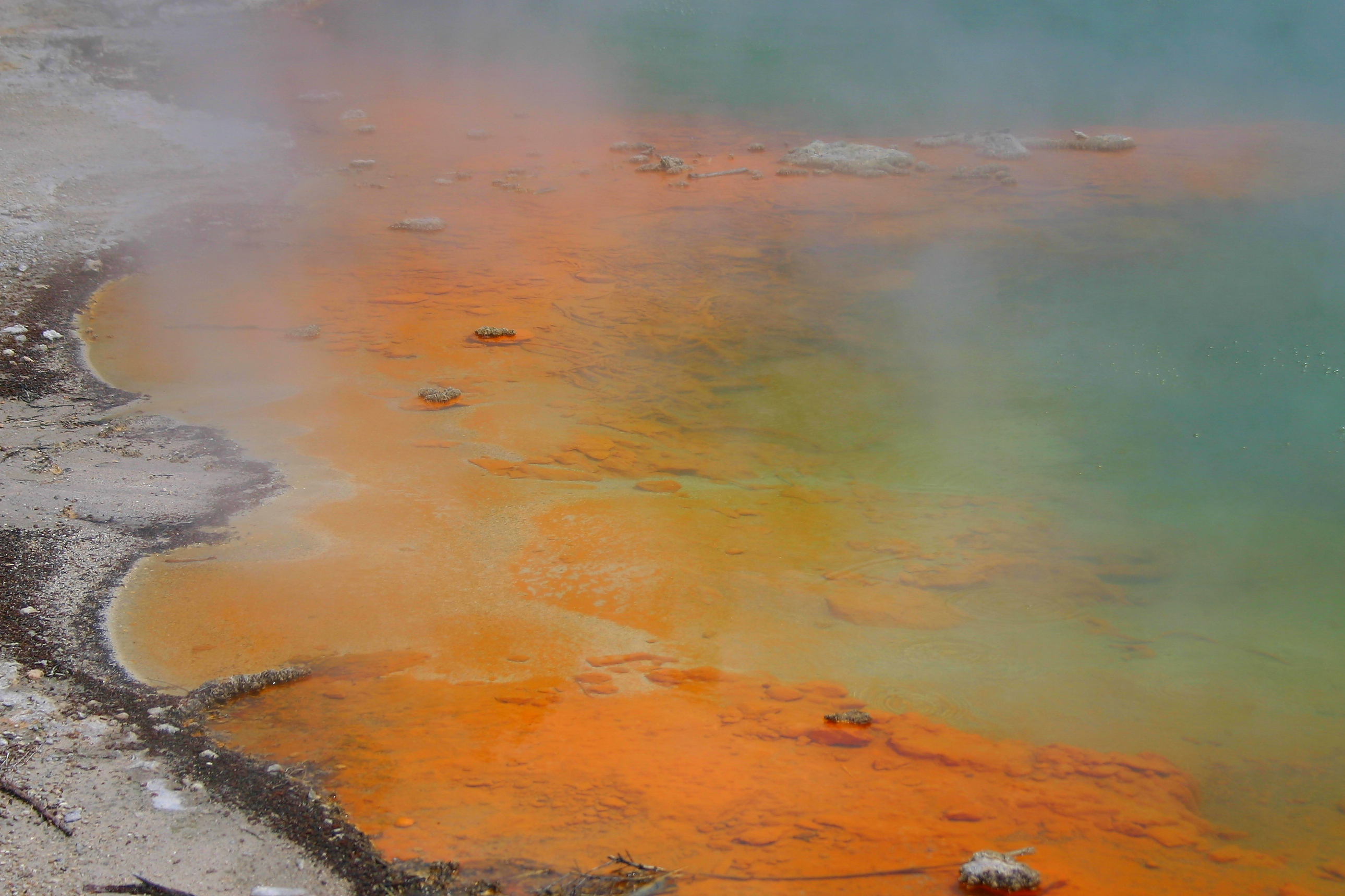
Неповторимый оранжевый цвет возник за счёт высокой концентрации аурипигмента и антимонита

Глубинные геотермальные воды под Бассейном с шампанским нагреваются до 260 °C, но температура в самом источнике достигает 73—75 °C, поскольку воздух снаружи охлаждает воду. Показатель pH равен 5,5 и стабильно держится на этой отметке благодаря потоку CO2. В состав газов, в основном, входит CO2, в меньшей степени — азот (N2), метан (CH4), водород (H2), сероводород (H2S) и кислород (O2). Воды бассейна содержат высокую концентрацию соединений полуметаллов — аурипигмент (As2S3) и антимонит (Sb2S3), которые оседают на дне, придавая источнику оранжевую окраску.

## Биология
В некоторых исследованиях Бассейн с шампанским расценивается как потенциальный ареал для жизнеспособных форм микробов. H2, CO2 или O2 могут послужить источником питательной энергии для роста автотрофных метаногенных или водородо-кислородных микроорганизмов. В Бассейне с шампанским было открыто две новые бактерии и новый Вид археи. Бактерия CP.B2, названная Venenivibrio stagnispumantis, выдерживает относительно высокую концентрацию солей мышьяка и сурьмы и открывает новый род и вид в отряде Aquificae.